# Champ pétrolifère de Sagara
Le champ pétrolifère de Sagara (相良油田, Sagara Yuden) est situé à Makinohara dans la préfecture de Shizuoka au Japon. Son pétrole, léger, pouvait être exploité directement dans un moteur à combustion. Exploité depuis 1874, l'activité cesse en 1955 et le site est depuis reconverti en espace touristique. Il s’agissait de l’unique champ pétrolifère japonais localisé sur la côte pacifique jusqu’à la découverte du gisement de Yūfutsu en 1989.

## Géographie

### Localisation
Le champ pétrolifère se situe à l’extrémité occidentale de Makinohara, le long d’un affluent de la rivière Sugegaya. Il est aujourd’hui inclus dans un parc public qui comprend un musée retraçant l’histoire de l’exploitation du site.
La majorité des gisements étant situés sur la côte NE du Japon (champ pétrolifère de Niitsu (en) dans les préfectures d’Akita et de Niigata), le gisement fait partie des rares champs pétrolifères exploités sur la côte pacifique avec les champs au large de Iwaki (gaz) et Yūfutsu (gaz et pétrole), découverts tous les deux dans les années 1980.

### Géologie

#### Contexte géologique
Le gisement se situe dans le bassin avant-arc (en) de Honshu au nord du prisme d’accrétion de Nankai dont la fosse éponyme est un gisement d'hydrate de méthane,. Le champ de Sagara est par ailleurs le seul de ce type, les autres gisements pétrolifères japonais se situant dans des bassins arrière-arc, le long de la mer du Japon. Il est encadré par la ligne tectonique médiane du Japon au nord-ouest, la ligne tectonique Itoigawa-Shizuoka au nord-est et la zone de collision d'Izu au sud-est.

Coupe géologique du gisement pétrolifère de Sagara. Og = groupe d'Ogasa, Kw = groupe de Kakegawa, Sa = groupe de Sagara, So = groupe de Saigo, Ku = groupe de Kurami, Mi = groupe de Mikura.

Il est localisé dans le bassin sédimentaire de Kakegawa d’âge paléogène à quaternaire et constitué de sédiments marins. Ils sont caractérisés par un fort taux de sédimentation et correspondent à des environnements bathyaux qui se sont accumulés le long de la ceinture de Shimanto (Crétacé - Paléogène). Le remplissage du bassin est subdivisé en six groupes stratigraphiques : Mikura (Éocène à Oligocène), Kurami (Miocène inférieur), Saigo (Miocène inférieur à moyen), Sagara (fin du Miocène moyen à Pliocène), Kakegawa (Pliocène à Pléistocène) et Ogasa (Pléistocène),.

Log stratigraphique du champ pétrolifère de Sagara

Le gisement de Sagara se situe sur le versant nord-ouest de l’anticlinal faillé de Megami (déesse en japonais) qui sert de piège (piège anticlinal). Les bancs présentent un pendage supérieur à 60° selon une direction NNO-SSE. La zone est aussi largement affectée par des accidents tectoniques diverses (décrochements, chevauchements, plis) orientés préférentiellement selon le régime de compression actuelle NO-SE généré par la subduction de la plaque philippine sous la plaque de l'Amour. Les nombreuses failles induites par la compression jouent par ailleurs un rôle important dans la migration du pétrole,.

#### Pétrole
Il s’agit d’un gisement de pétrole léger avec un indice API oscillant entre 41 et 54°, et qui possède une teinte ambrée translucide. Sa composition fluctue de manière plus ou moins importante en fonction des forages. Le pétrole de Sagara se caractérise par une abondance en hydrocarbure léger (< C20) dont des alcanes cycliques, des iso-alcanes et alcanes normaux,. Il est ainsi décrit comme majoritairement composé de fraction d'essence et de kérosène, et pauvre en composants sulfurés. Le rapport pristane/phytane est élevé (1,6 à 4,83) ,, tout comme le rapport oléanane (en)/C30 hopane (0,7 à 1,2). Ils présentent par ailleurs une composition isotopique (δ13C) et chimique (ratio CH4/C2H6) homogène indépendamment de la profondeur. Sa faible teneur en stéranes et hopanes, et inversement, la forte teneur en alkyl-naphtalènes corroborent une maturité élevée du pétrole. En privilégiant ce dernier pour éviter tout biais généré par les phases migration-contamination, la réflectivité de la vitrinite (en) calculé (Rc) est estimée entre 0,9 et 1,2 % (stade condensat) soit le dernier stade de la fenêtre d’huile,.
La présence d'oléananes est inhabituelle car elle tend à disparaitre après les stades de formation précoces des pétroles. Elle indique des phases de contamination par des hydrocarbures immatures lors de sa migration à faible profondeur ce que corrobore le faible ratio 20S/(20S+20R) qui suggère une contamination par des bitumes. De par leur faible concentration, les stéranes et diastéranes semblent aussi provenir de ces phases de migration-contamination. La prédominance de naphtalènes par rapport aux phénanthrènes est aussi inhabituelle et semble liée à des phases de fractionnement durant la migration,. La biodégradation est considérée comme faible et semble de son côté avoir agi sur les n-alcanes qui demeurent moins abondants que les hydrocarbures acycliques isoprénoïdes.
L’analyse isotopique des gaz indique que le pétrole s’est formé par décomposition thermale de la matière organique et cassure thermocatalytique des composés organiques carbonés, ce qui peut se produire à des profondeurs supérieures à 1 000 m sous le niveau marin dans un prisme d'accrétion. La composition géochimique du pétrole conduit à des interprétations contradictoires sur l’origine de la matière organique qui semble provenir de possibles contaminations. La prédominance de stéranes C27 (ratio C27/(C27+C29) comprise entre 0,52 et 0,57) est caractéristique d’une origine planctonique marine mais plusieurs biomarqueurs sont associés à des plantes supérieures (cadalène (en)) tels que la simonellite (en) et le retène (en) qui indiquent des contributions de gymnospermes tandis que la présence de triméthyltétrahydrochrysène, tétraméthyloctahydropicène et plusieurs composés aromatiques suggèrent des apports issus d’angiospermes,. La persistance de conditions climatiques chaudes au Miocène aurait aussi contribué à augmenter la production primaire continentale, fournissant ainsi d'importants volumes de nutriments qui se seraient préférentiellement accumulés près du littoral, dans la partie nord du bassin ce qui explique les importantes disparités régionales.
Bien que présentant une maturité similaire, le pétrole de Sagara diffère de celui de Niigata par sa composition en composés organosulfurés plus faible, en hydrocarbures légers plus importante, sa composition isotopique du carbone (δ13C) plus légère (−24,3 à −25,2 ‰ contre −21,4 à −22,8 ‰ pour le pétrole de Niigata), son ratio oléanane/hopane plus important et son abondance en stéranes C29. Le pétrole de Sagara reçoit ainsi davantage d’apport terrestre en matière organique et déposé dans un environnement plus anoxique que celui de Niigata qui semble s'être formé dans des shales siliceuses et dans un environnement marin plus profond.

#### Roche mère
La composition du pétrole (faible teneur en composés organosulfurés et ratio pristane/phytane compris entre 1,6 et 4,83,) oriente vers une roche détritique terrigène déposée dans un milieu suboxique d’eau douce et bénéficiant d'apport en matière organique d'origine continentale ce qui correspondrait à un environnement fluvio-deltaïque à côtier. L’abondance en composés aromatiques (alkyl-naphtalènes) et la forte valeur de réflexivité de la vitrinite (en) (Rc = 0,9-1,2 %) suggèrent une expulsion tardive de la fenêtre à huile. L’origine thermal du pétrole, le gradient géothermal plus faible que ceux rencontrés dans d’autres réservoirs (2,08 °C/100 m) suggèrent une roche mère à au moins 3 000 m de profondeur. Cette longue migration est aussi confirmé par la faible teneur en composés organosulfurés et des indices environnementaux du pétrole. Mais ce gradient est biaisé par la déformation structurale du bassin. La présence d'un plan de chevauchement plongeant vers le sud et recoupant l'anticlinal de Megami en faille inverse a favorisé un gradient géothermal plus marqué dans le versant nord du bassin.
La plupart des unités à l’affleurement du bassin de Kakegawa présentent un enrichissement en matière organique d’origine continentale et de composition similaire au pétrole de Sagara, mais elles diffèrent par leur faible concentration en matière organique et leur degré de maturité est faible. Les groupes de Kurami et de Mikura ont été proposés comme roche mère potentielle mais les premiers résultats d'une série de forage à Omaezaki (au sud du champ de Sagara, sur terre et au large) infirmaient cette hypothèse : faible teneur en carbone organique total (TOC = 0,5-0,7 %; 0,3-0,6 %), indice d’hydrogène bas (HI < 200 mg HC/g TOC), de même, et malgré un niveau de maturité élevé (Ro = 0,8-0,9 %), les mudstones de Kurami présentaient une maturité inférieure à celui du pétrole de Sagara ce qui les excluaient aussi. Enfin les valeurs du δ13C du kérogène des séries paléocènes sont proches de celles du pétrole de Sagara, contrairement à celui des séries miocènes plus lourds, ce qui suggérait que la roche mère serait d'âge paléocène (groupe de Mikura) et donc plus ancienne que celle du pétrole de Niigata d'âge miocène. Mais les roches du groupe de Mikura présentent un potentiel actuel insuffisant (HI = 100 mg HC/g TOC).
Une seconde étude basée sur la comparaison des données du forage au large d'Omaezaki, au sud, avec des affleurements des districts de Kakegawa et Sagara, au nord, a permis de mettre en évidence des disparités régionales entre les versants nord-ouest et sud-est du bassin de Kakegawa. La base de la formation de Mastsuba et la partie supérieure de la formation de Towata (groupe de Kurami) présentent des valeurs nettement supérieures dans le versant nord du bassin (TOC = 0,9 %, HI compris entre 200 et 350 mg HC/g TOC, S2 = 2,8 mg/g) ce qui en fait des roches mères potentielles. Leur potentiel est par ailleurs sous-estimé en raison du vieillissement de la matière organique mais suggère un degré de maturité initial plus élevé qu'aujourd'hui. Inversement, les mêmes unités dans la partie sud du bassin (forage d'Omaezaki-oki) ne présentent pas de couches enrichies en matières organiques. Cette absence s'explique par la plus forte proximité avec les terres émergées dans la partie nord du bassin ce qui a qui a favorisé des accumulations sédimentaires et une plus forte productivité. Par contre, le groupe de Mikura présentent tant au nord (Kakegawa) qu'au sud (forage d'Omaezaki-oki) des teneurs élevées en matière organique (TOC = 0,7 %). L'analyse des stéranes et hopanes montre que les deux versants du bassin ont connu d'importants changements dans la structure thermale du bassin entre le Paléogène et le Néogène.
Sur la base de ces résultats, une simulation numérique du bassin propose la génération du pétrole de Sagara en 3 étapes : production d'hydrocarbures moyen à léger dans le groupe Mikura (Ro = 0,7 à 1,0 %) entre 29 et 15 Ma, une production équivalente a lieu dans le groupe de Kurami entre 15 et 2 Ma, puis production de condensat (Ro = 1,2 %) vers 2 Ma. Lors de sa remontée, le condensat de Kurami aurait ainsi capturé les hydrocarbures du groupe Kurami puis aurait été contaminé par les bitumes produit par le groupe de Sagara, sa roche réservoir. La fracturation de la roche mère a pu par ailleurs limiter les capacités de rétention du pétrole dans la roche mère avant même que la saturation en hydrocarbure ne déclenche son expulsion qui a lui aussi été facilité par les nombreuses fracturations.

#### Roche réservoir
Le gisement de Sagara se concentre à la base du groupe de Sagara, dans la formation de Tokigaya (Miocène moyen à supérieur). Elle est composée de roche sédimentaire de lithologie variée : siltite, grès et conglomérat. La pauvreté en microfossiles ne permet pas une bonne compréhension de la stratigraphie qui n'est par ailleurs pas unifié. La couche de Schiste noir est ainsi dénommée formation d'Ikumi tandis que l'alternance de sable et d'argile est nommée formation de Kamio. Elles présentent des teintes fluctuant entre le gris clair et le marron foncé rougeâtre. Le pétrole est préférentiellement concentré dans les niveaux gréseux à conglomératiques dépourvus voire faiblement cimentés. Inversement, plusieurs niveaux conglomératiques et les grès grossiers comportent une cimentation carbonatée importante qui inhibe tout imprégnation et joue le rôle de roche couverture. De leur côté, les siltites se caractérisent par une absence de cimentation associée à une importante porosité, mais elle demeure faiblement connectée ce qui ne la rend pas propice à une accumulation de pétrole. Globalement, l’ensemble des lithologies servant de réservoir présentent une porosité gazeuse minimale de 10−11 m2.
Le réservoir étant situé à faible profondeur (215,8-248,9 m), la composition du pétrole est de Sagara est influencé par des facteurs externes comme les biodégradations, le lessivage par des eaux d’infiltrations, la migration-contamination et le fractionnement des hydrocarbures.
Les communautés microbiennes associées à ces gisements montrent des résultats contrastés. La taille de population des communautés bactérienne est corrélé avec la présence ou non d’imprégnation par des hydrocarbures tandis que les populations d’archées ne sont pas affectés. Les horizons riches en pétrole fournissent un habitat privilégié pour les communautés actives microbiennes dominées par Pseudomonas stutzeri, spécialisé dans la dégradation du pétrole. Ces communautés sont généralement associées à des aquifères contaminés par des pétroles et non à des réservoirs. La roche réservoir pourrait ainsi se comporter comme un aquifère aérobique soumis à des injections de pétrole dans les couches perméables des grès ce qui a excité les communautés microbiennes propices à la dégradation du pétrole héberger dans les grès. Ces communautés se caractérisent en outre par l’absence d’organismes méthanogènes, sulphato-réducteurs ce qui explique la faible teneur en composé organo-sulfurés dans les gaz interstitiels.
Parmi la communauté microbienne, une nouvelle espèce de protéobactérie appartenant à un nouveau genre a été décrit en 2002 : Oleomonas sagaranensis.

## Histoire
Le pétrole est découvert en mai 1873 grâce à des suintements de pétrole et son extraction manuelle débute aussitôt. La Nippon Oil exploite ensuite le gisement en 1874 et commence les opérations de pompage mécanique. Les puits sont abrités sous une hutte en paille destinée à les protéger des infiltrations en eau. Au plus fort de sa production, il employait environ 600 personnes. Plus de 140 forages sont réalisés depuis 1875 et à des profondeurs inférieures à 1 000 m,. La production s’arrête en 1955 avec l’arrivée du pétrole importé moins cher. Sa production totale est faible avec environ 4,6 millions de litres (29 000 barils) pour une production annuelle maximale de 400 000 litres (2 500 barils) à la fin de l’ère Meiji.
Le champ pétrolifère est classé comme monument naturel et bien culturel le 28 novembre 1980 par la préfecture de Shizuoka. Il est depuis transformé en parc public. Une campagne de forage (34° 42,08′ N, 138° 09,7′ E) est effectuée entre le 8 janvier et le 29 mars 2002 dans le cadre du programme de recherche Sagara Drilling Project mené par la Japan Agency for Marine-Earth Science and Technology et l’université de Shizuoka. Le forage atteint une profondeur de 200,60 m et complète les données précédemment obtenues par le forage sur terre MITI Sagara (foré en 1988) et celui au large d'Omaezaki-oki (localisé à une quarantaine de kilomètres au sud-ouest du gisement de Sagara) qui a débuté en 1983 et atteint une profondeur de 3 505,5 m sous la surface,.

## Dans la culture populaire
Le champ pétrolifère de Sagara est mentionné dans le manga Dr. Stone et son adaptation animée. Le gisement est dans un premier temps identifié par hasard grâce des photos aériennes où il apparaît sous la forme de grande flaques d’eau noires. L’équipe de Senku réussit à accéder au gisement grâce à un sanglier apprivoisé par Suika et dénommé Sagara. Celui-ci avait pris l’habitude de se baigner dans le gisement ce qui lui conférait une odeur de mazout. Cette découverte permet au royaume de la science d'exploiter le pétrole pour alimenter en énergie le Perseus, le navire de la science.